# 杜申河
杜申河（英語：Duchesne River）是美国西部犹他州的一条河流，是格林河的支流，科罗拉多河的二级支流。流域涵盖犹他州的东北角，全长185公里 ，流域面积9,800公里2。